# Haller
A Haller régi német családnév.

## Híres Haller nevű személyek
- Albrecht von Haller (1708–1777) svájci természettudós, botanikus, orvos, költő
- Berchtold Haller, (1492–1536) svájci reformátor
- Haller István (1880–1964) erdélyi magyar újságíró, keresztényszocialista politikus, miniszter
- Haller János (1626–1697), erdélyi magyar politikus, író, Torda vármegye főispánja
- Haller Károly (1836–1911) erdélyi magyar jogász, egyetemi tanár, polgármester
- Peter Haller (1500–1570) nagyszebeni polgármester, királyi tanácsos, szebeni királybíró
- Haller György (1883–1934) festő- és grafikusművész, gimnáziumi tanár